# Białaszewo (wieś)
Białaszewo – wieś w Polsce położona na trasie Ciemnoszyje–Klimaszewnica w województwie podlaskim, w powiecie grajewskim, w gminie Grajewo. Urbanistycznie wieś jest typową ulicówką.
W miejscowości znajduje się kościół, który jest siedzibą parafii św. Stanisława Biskupa i Męczennika. W strukturze kościoła rzymskokatolickiego parafia należy do metropolii białostockiej, diecezji łomżyńskiej, dekanatu Grajewo.

## Historia
Jan z Godaczy herbu Gozdawa, podpisek i wójt łomżyński, noszący przydomek Białas, założył wieś nazwaną Białaszewo na 21 włókach lasu kupionych w 1524 roku od księcia Janusza III na obszarze książęcej puszczy Dybła. W 1553 roku spadkobiercami Białasa zostali jego zięciowie. Hieronim Kępisty z żoną Urszulą oraz Wojciech Rzewuski z żoną Anną z Godaczewskich. W drugiej połowie XVI wieku Białaszewo było w posiadaniu Wojsławskich, Płońskich i Turowskich. Prywatna wieś szlachecka  położona była w drugiej połowie XVI wieku w powiecie radziłowskim ziemi wiskiej województwa mazowieckiego. W 1693 roku w dokumentach dotyczących Białaszewa wzmiankowani są Zodia z Białaszewskich i Gabriel Kurzenicki, podkomorzy brański. W początkach XVIII wieku Białaszewo zostało wykupione przez Stanisława Antoniego Szczukę, podkanclerzego litewskiego.
Około 1724 roku Białaszewo było w posiadaniu Łukasza Szczuki, skarbnika łomżyńskiego. W 1739 roku właścicielem Białaszewa został Józef Szczuka, skarbnik upicki. W drugiej połowie XVIII wieku jako właściciela Białaszewa wymienia się Jerzego Zagrzejewskiego, podstolego bracławskiego, zmarłego w 1767 roku i Władysława Wołk-Łaniewskiego. Od 1782 roku do początku XIX wieku właścicielami Białaszewa byli Ignacy Klimaszewski, w 1812 roku Jan Grądzki, w 1827 roku Konstanty Grądzki, w 1830 roku Konstanty hrabia Starzeński. Od 1850 do 1865 roku Białaszewo należało do Kaliksta Świderskiego.
W 1827 r. wieś liczyła 121 mieszkańców w 20 domach. Należała do gminy Białaszewo, powiat szczuczyński.  Majątek ziemski posiadał tu Przemysław Świderski (756 mórg)
W czasie powstania styczniowego 31 marca 1863 oddział pod dowództwem płk Konstantego Ramotowskiego „Wawra” stoczył w dworze w Białaszewie bitwę. Dzięki obronie tylnej straży oddział zdołał wycofać się w stronę Osowca, tracąc 2 zabitych i 8 rannych. Po odejściu powstańców zabudowania dworskie zostały przez wojska carskie splądrowane i spalone. Kilku zaś członków rodziny dziedzica Kaliksta Świderskiego oraz paru ludzi ze służby folwarcznej zostało zabitych. Sam dziedzic wraz z parobkami został dotkliwie pobity.
W 1905 roku Białaszewo należało do Władysława Świderskiego.
W 1929 r. wieś należała do gminy Białaszewo. Mieszkało w niej 263 osób. Majątek ziemski posiadał tu Przemysław Świderski (756 mórg). Były tu trzy sklepy kolonialne, dwa wiatraki. We wsi był jeden kowal, murarz, dwóch rzeźników, stolarz i szewc.
W sierpniu i wrześniu oddziały niemieckie wysiedliły mieszkańców wsi. Budynki rozebrano i materiał z nich uzyskany wykorzystano do budowy umocnień frontowych. W czasie akcji Niemcy zamordowali Antoniego Okrasińskiego.
Do 1954 wieś należała i była siedzibą gminy Białaszewo, po reformie administracyjnej gromady Białaszewo, po kolejnej reformie w 1973, do 1976 powtórnie gminy. W latach 1975–1998 miejscowość administracyjnie należała do województwa łomżyńskiego.

## Zabytki
W Białaszewie znajduje się kościół parafialny pod wezwaniem św. Stanisława Biskupa. Parafia pierwotnie pod wezwaniem św. Jana Chrzciciela i Katarzyny, została erygowana w 1534 roku przez biskupa płockiego Andrzeja Krzyckiego przy istniejącym kościele. W 1532 roku kościół ufundował Jan z Godaczy zwany Białas. W dokumencie erekcyjnym Jan z Godaczy nazwany już Białaszewskim. Kościół wybudowany został z drewna, wzmiankowany w dokumentach był w 1609 roku. W latach 1703–05 wybudowano nowy kościół z fundacji Seweryna Szczuki, biskupa sufragana chełmińskiego. W 1887 roku kościół został rozbudowany. W 1944 roku w czasie działań wojennych kościół został zniszczony. W latach 1954–62 został wzniesiony obecny, murowany kościół. Na przedniej fasadzie znajduje się nowo powstała wieża. Dach dwuspadowy kryty dachówką ceramiczną.

## Czasy współczesne
Instytucje:
- Szkoła Podstawowa im. Marii Konopnickiej; Pomnik 1000-lecia Państwa Polskiego,
- Ośrodek zdrowia,
- Kościół parafialny pod wezwaniem św. Stanisława Biskupa i Męczennika.

Placówki usługowo-handlowe:
- sklep odzieżowy „Dla każdego coś taniego”,
- punkt apteczny „Panaceum”,
- dwa sklepy spożywcze,
- magazyn materiałów budowlanych „Biał-Rol”,
- kuźnia artystyczna,
- agencja pocztowa.

Znaczna część mieszkańców zajmuje się rolnictwem, ze szczególnym nastawieniem na produkcję mleka.